# Baojun 730
Le Baojun 730 est un modèle de monospace à sept places de la marque chinoise Baojun. Le 730 a été lancé lors de l'Auto China de 2014 et développé par la coentreprise SAIC-GM-Wuling à la suite de la demande de clients possédant une famille nombreuse. Baojun a vendu plus de 250 000 unités au cours de la première année de vente.

## Première génération (2014)
Le 730 de première génération est disponible en deux options de moteur à quatre cylindres : un moteur de 1,5 L produisant 82 et 110 ch et 146 Nm de couple et un moteur 1,8 L unité produisant 135 ch. Le système de suspension a été réglé par Lotus.

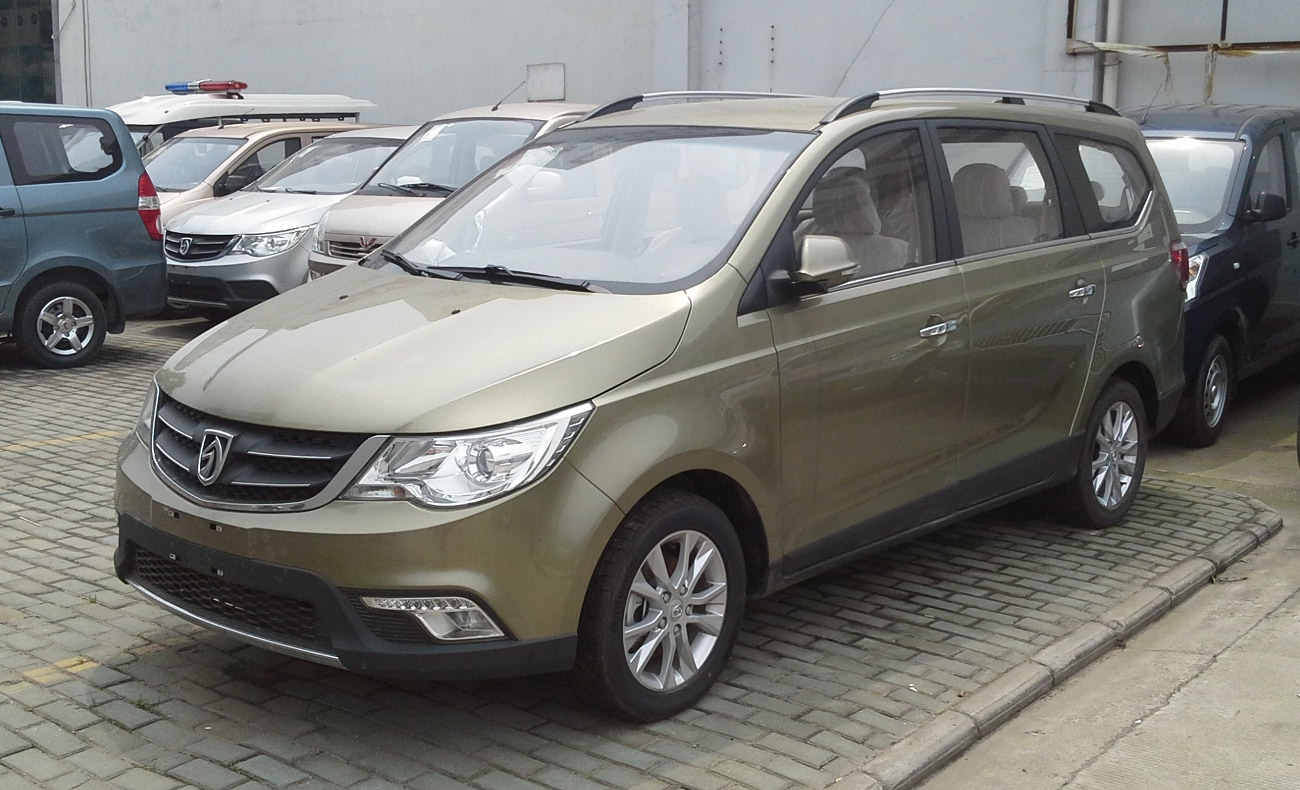
Baojun 730 vue avant (pré-lifting)
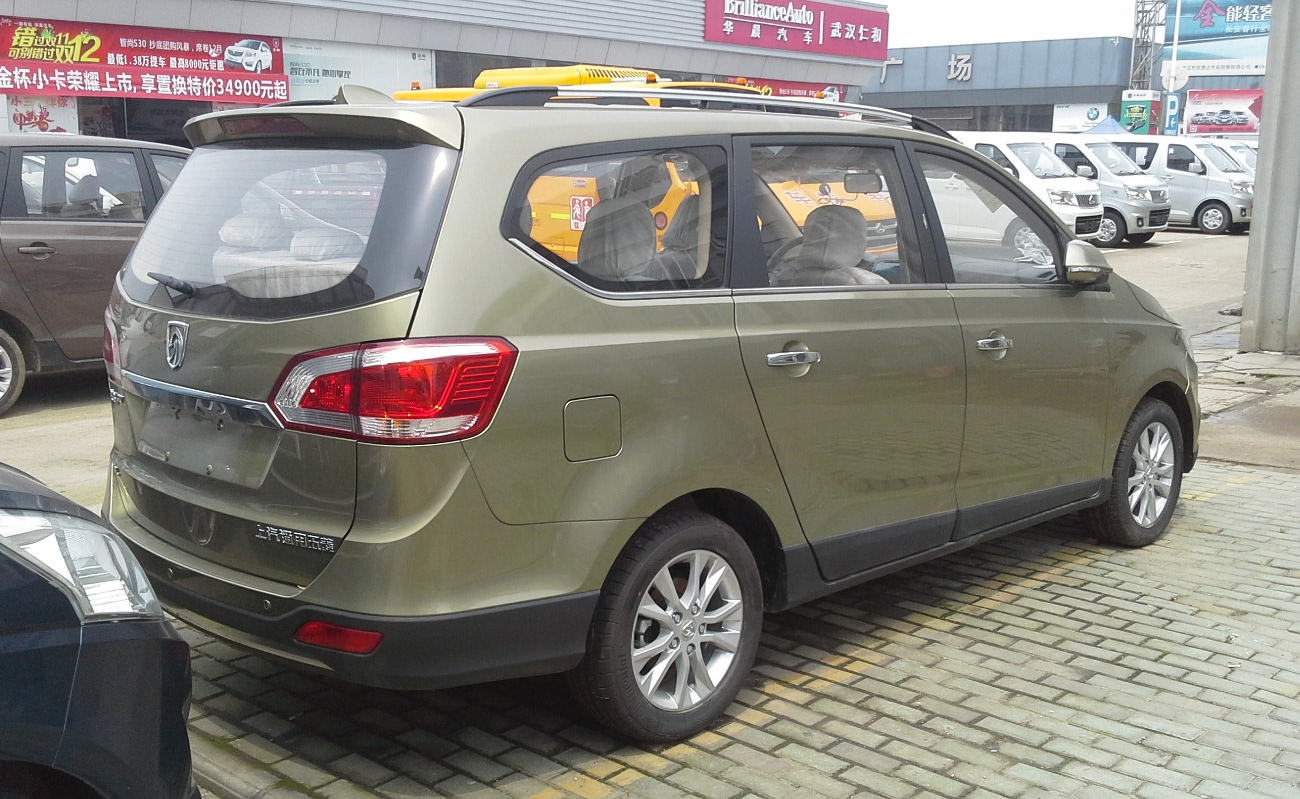
Baojun 730 vue arrière (pré-lifting)
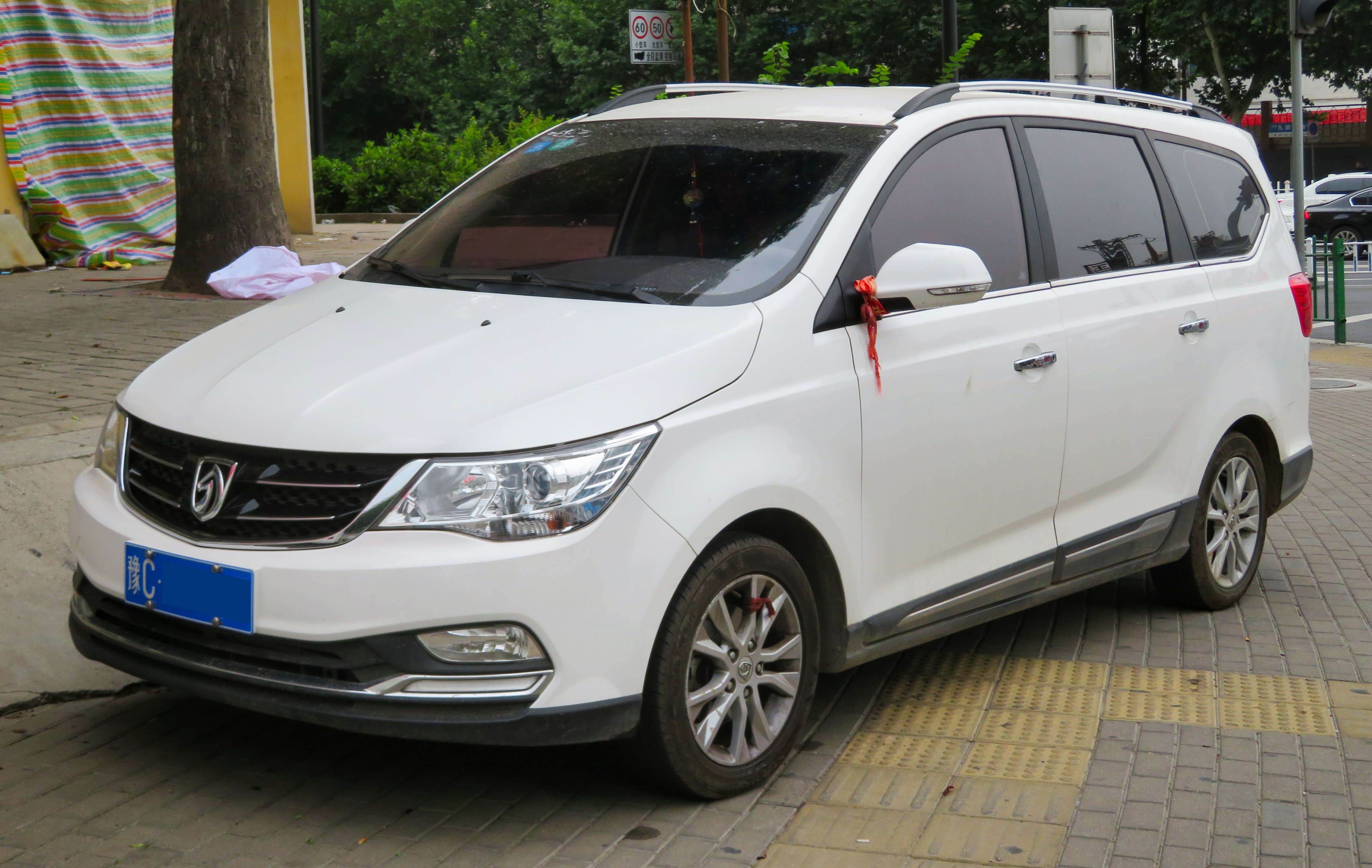
Baojun 730 vue avant (lifté)

## Deuxième génération (CN210M; 2017)
Le 730 de seconde génération a été annoncé vers fin novembre 2017 avec des options de groupe motopropulseur mises à jour et des améliorations supplémentaires. Outre les moteurs disponibles à partir du modèle de première génération, un moteur quatre cylindres turbocompressé de 1,5 L et une transmission à double embrayage à six rapports ont été ajoutés. Le moteur produit 148ch et 230Nm de couple. Le 730 de deuxième génération dispose également d'une suspension arrière multibras,,.
En novembre 2018, une variante hybride légère nommée 48V a été ajoutée à la gamme, uniquement disponible pour le moteur turbo de 1,5 L et jumelé à une boîte manuelle à 6 rapports. Le modèle de 1,8 L a également été abandonné,.

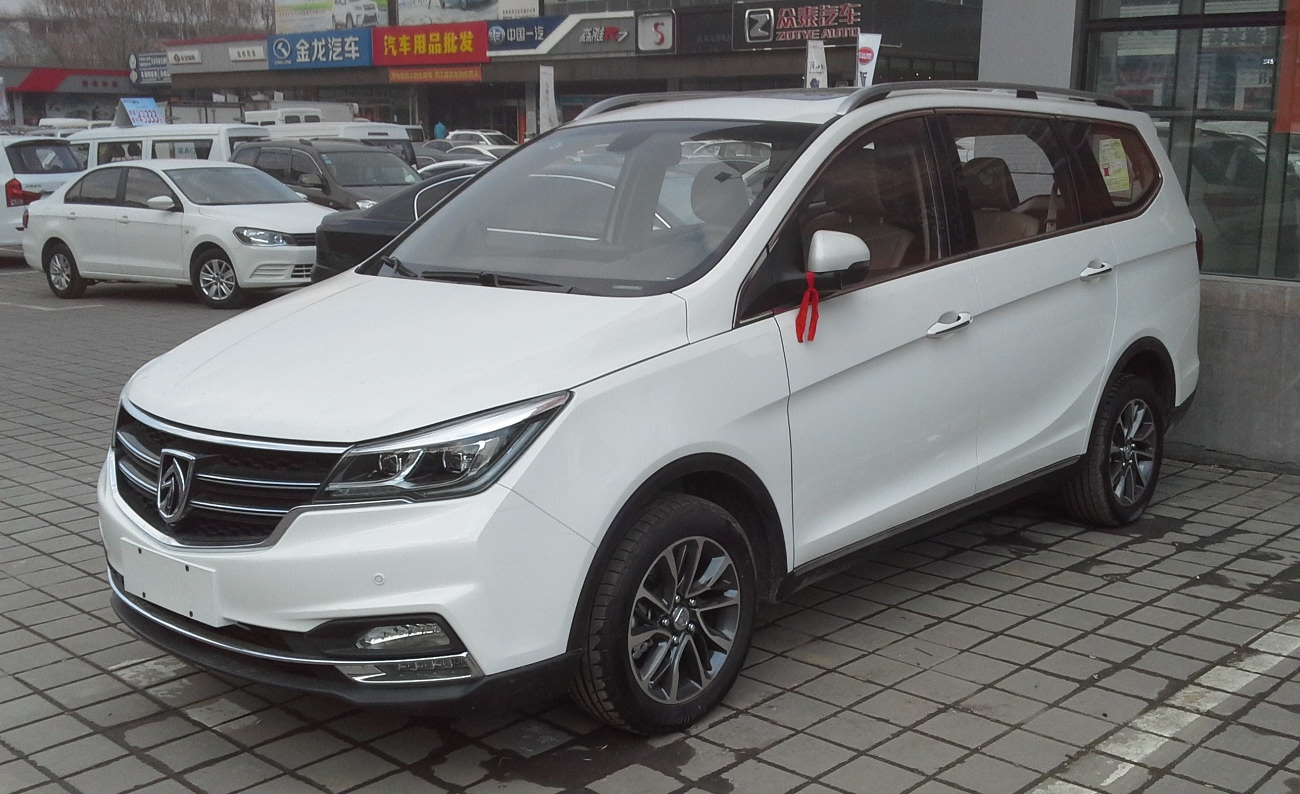
Vue de face
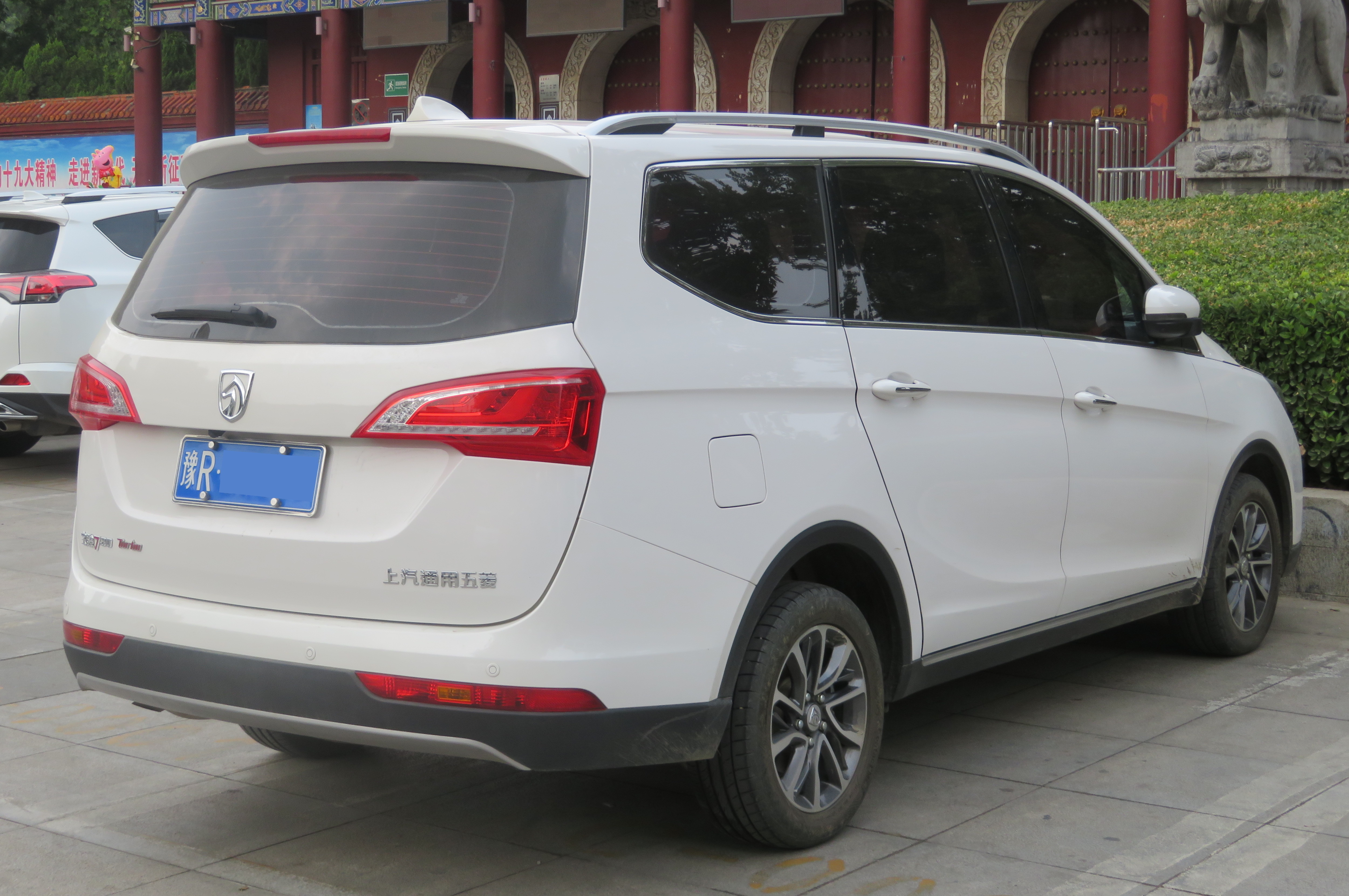
Vue arrière

### Wuling Cortez
En Indonésie, le 730 de deuxième génération est commercialisé sous la marque Wuling en tant que Wuling Cortez. Le nom "Cortez" est tiré du mot espagnol "cortés", qui veut dire "courtois". La voiture a été lancée le 8 février 2018 avec les deux niveaux de finition C et L. Initialement, il n'y a qu'une seule option de moteur de 1,8 L produisant 129 ch et 174 Nm de couple couplé à une transmission manuelle à 6 vitesses ou à une boite manuelle automatisée à 5 vitesses (i-AMT) développée par Aisin. L'option de moteur de 1,5 L a été ajoutée en avril 2018 avec une seule transmission manuelle à 6 vitesses, elle n'est disponible que pour la version C et la nouvelle version S comme modèle de base.
Le "Cortez CT" avec une option de moteur turbocompressé de 1,5 L a été mis à disposition à partir d'avril 2019. Il est couplé à une transmission à variation continue de Bosch,. La voiture a également reçu plusieurs améliorations telles qu'une nouvelle calandre, une nouvelle couleur intérieure, un bouton de démarrage et d'arrêt, une entrée sans clé et un signal d'arrêt d'urgence. Plus tard en juillet 2020, les moteurs de 1,5 L et 1,8 L ont été abandonnés, laissant l'unité turbocompressée de 1,5 litre comme seule option de groupe motopropulseur. Le modèle de base CT S a ensuite été ajouté à la gamme le même mois. Par rapport à l'ancienne version S, le capot moteur, l'isolation du capot moteur et le port USB de troisième rangée ont été supprimés, mais il a reçu une transmission CVT tout comme les versions supérieures.
En février 2021, le Cortez CT a été lancé au Brunei.
Le marché indonésien Cortez a été mis à jour en mars 2022 pour inclure le système télématique MyWuling + et le système de commande vocale WIND (Wuling Indonesian Command), qui ne prend en charge que la langue indonésienne,,. Il est également amélioré avec une nouvelle couleur intérieure, des jantes en alliage, un écran LCD de 10,25 pouces, des vitres électriques anti-pincement, un emblème Wuling argenté et un plateau de siège polyvalent sur la deuxième rangée. L'appellation "CT" a été supprimée, la voiture est désormais vendue avec les versions S, CE et EX.

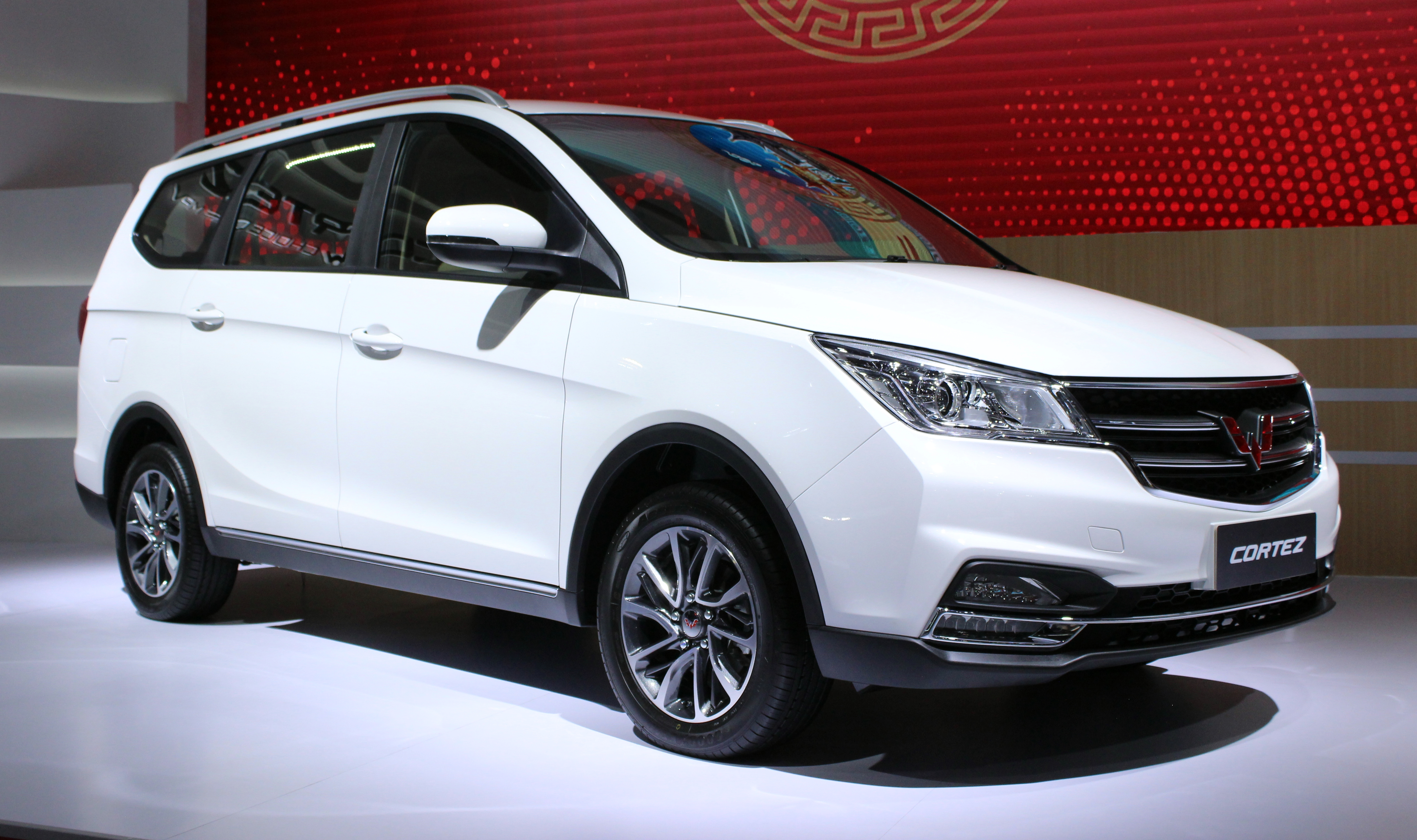
Wuling Cortez 1.5 C de 2018
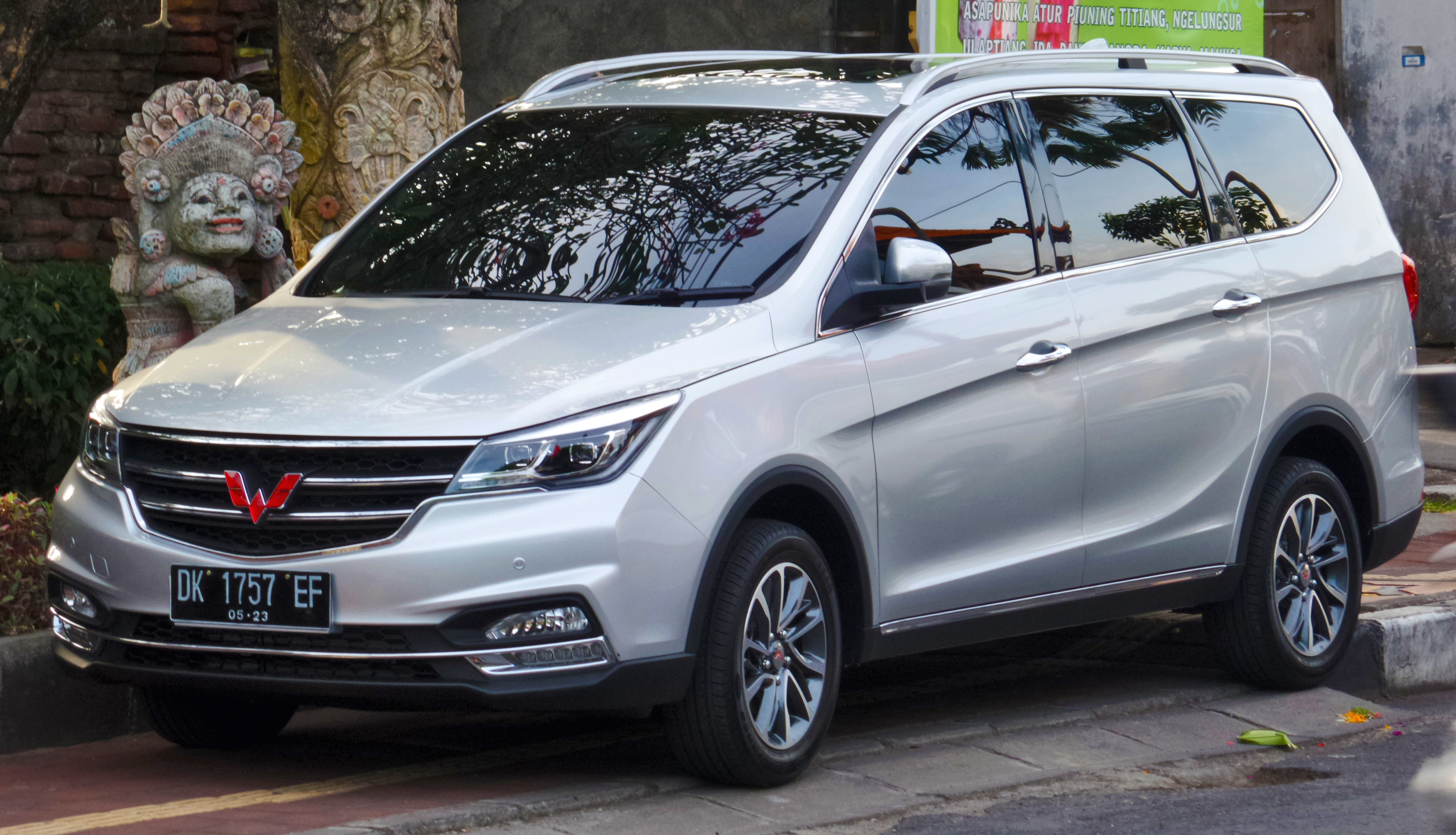
Cortez 1,8 L de 2018
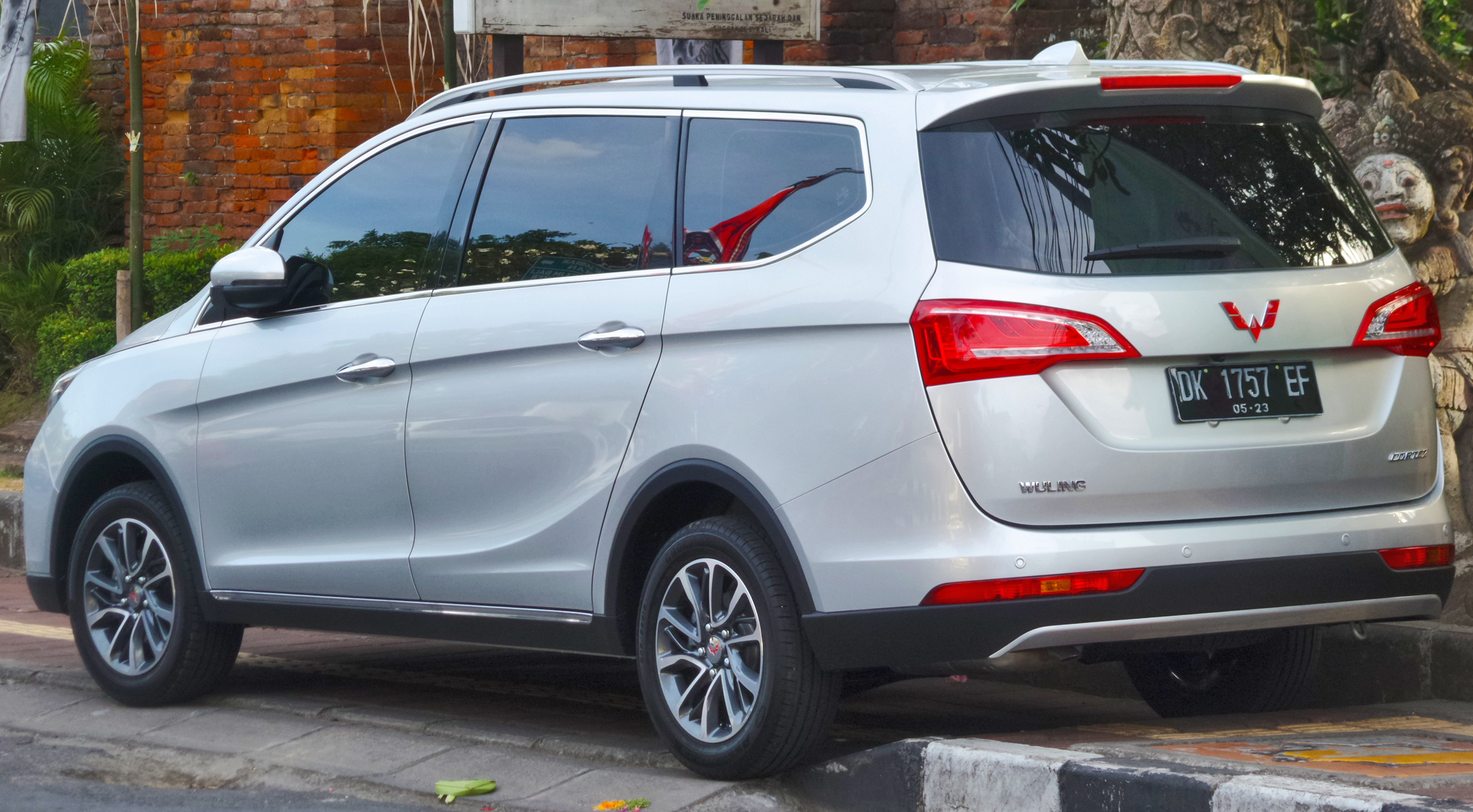
Cortez 1,8 L de 2018
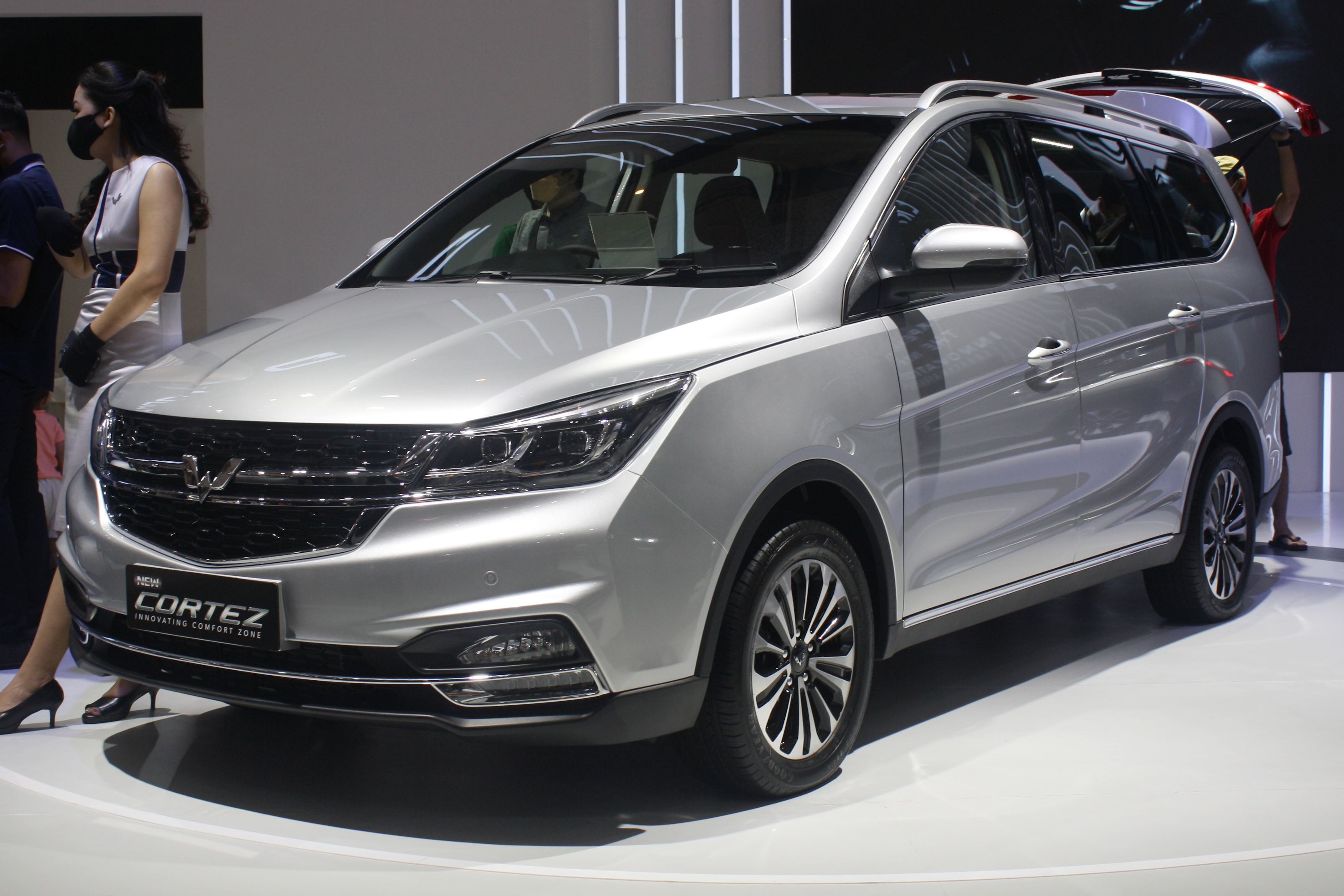
Cortez EX 1.5TL de 2018
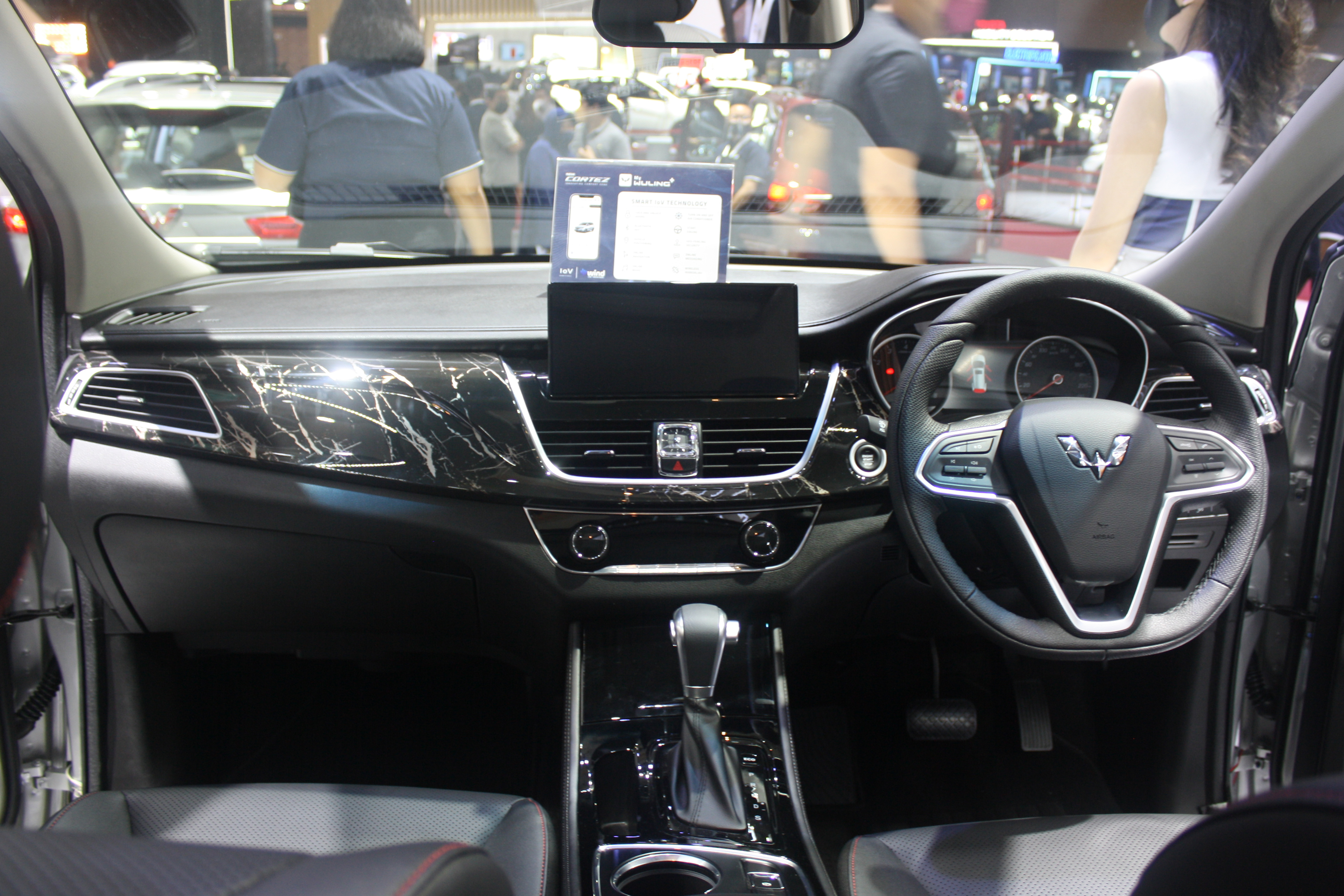
Intérieur du Cortez EX de 2022

## Ventes
| Année civile | Chine   | Indonésie |
| ------------ | ------- | --------- |
| 2014         | 120 089 |           |
| 2015         | 321 069 |           |
| 2016         | 370 169 |           |
| 2017         | 275 277 |           |
| 2018         | 111 507 | 5 857     |
| 2019         | 98 912  | 3 160     |
| 2020         | 50 240  | 5 676     |
| 2021         | 25 625  | 4 423     |